# غوتفريد يوحنا
غوتفريد يوحنا (بالألمانية: Gottfried John )‏ (و. 1942 – 2014 م) هو مؤدي أصوات، وممثل مسرحي، وممثل أفلام، من ألمانيا، ولد في برلين، توفي عن عمر يناهز 72 عاماً، بسبب سرطان.

## وصلات خارجية
- غوتفريد يوحنا على موقع IMDb (الإنجليزية)
- غوتفريد يوحنا على موقع مونزينجر (الألمانية)
- غوتفريد يوحنا على موقع قاعدة بيانات الأفلام العربية
- غوتفريد يوحنا على موقع ألو سيني (الفرنسية)
- غوتفريد يوحنا على موقع ميوزك برينز (الإنجليزية)
- غوتفريد يوحنا على موقع أول موفي (الإنجليزية)
- غوتفريد يوحنا على موقع قاعدة بيانات الأفلام السويدية (السويدية)
- غوتفريد يوحنا على موقع إن إن دي بي (الإنجليزية)
- غوتفريد يوحنا على موقع ديسكوغز (الإنجليزية)
- غوتفريد يوحنا على موقع قاعدة بيانات الفيلم (الإنجليزية)